# Associação Fluminense de Belas Artes
A Associação Fluminense de Belas Artes (AFBA) é uma entidade civil sem fins lucrativos fundada entre 1938 e 1940, na então capital do estado do Rio de Janeiro, Niterói, que na época a cidade do Rio de Janeiro era a capital nacional. Atualmente reside no bairro de São Domingos em Niterói. O seu atual presidente é Ricardo Vianna Barradas.
Sua atmosfera principal é a educação e a cidadania, as belas artes, a arte e a cultura em terras fluminenses e brasileiras, explorando as mais diversas áreas artísticas e valorizando o trabalho individual tanto quanto o coletivo.

## História
A Associação Fluminense de Belas Artes foi fundada por Hamilton Sholl, Edgar Parreiras, Gérson de Azeredo Coutinho, José de Castro Botelho, Miguel R. Caplloch, Pedro Campofiorito, Dolores Marquez Caplloch, Florisbela de Castro Nogueira, Moysés Nogueira da Silva e Aluizio Valle, e por outros expositores que participaram do I Salão Fluminense de Belas Artes, que fora realizado no período de 11 de novembro a 5 de dezembro de 1941.
Entre os nomes que já expuseram as suas obras nos Salões da AFBA estão: Dario João A. Gonçalves, Chlau Deveza, Sansão Pereira, Bustamente Sá, Miguel Capplonch, e Raimundo Cela.
A AFBA conquistou vários títulos de utilidade pública, municipal e estadual, entre eles o título de mérito cívico outorgado pela Liga da Defesa Nacional da Diretoria do Estado do Rio de Janeiro.
Durante anos, foi a única mantenedora da Escola Fluminense de Belas Artes, um centro educacional e profissional de artes plásticas e visuais, bem como de todos desdobramentos educacionais, promocionais, de divulgação e ativismo cultural. 

## Escola e Salões Fluminenses de Belas Artes
A Escola Fluminense de Belas Artes é uma instituição mantida pela Associação Fluminense de Belas Artes. Os Salões Fluminenses de Belas Artes desde a década de 1930 abrigam competições, concursos, e gincanas administradas e desenvolvidas pela Associação Fluminense de Belas Artes. Estes eventos são voltados principalmente para seu público-alvo, os associados contribuintes regulares da AFBA.
Todos os participantes, alunos, professores, artistas e autores participantes da Escola Fluminense de Belas Artes e dos Salões Fluminenses de Belas Artes, eram e são associados contribuintes regulares da AFBA.